# Elezioni presidenziali in Montenegro del maggio 2003
Le elezioni presidenziali in Montenegro del maggio 2003 si tennero l'11 maggio; videro la vittoria di Filip Vujanović, del Partito Democratico dei Socialisti del Montenegro.

## Risultati
| Candidati         | Partiti                                           | Voti    | %     |
| ----------------- | ------------------------------------------------- | ------- | ----- |
| Filip Vujanović   | Partito Democratico dei Socialisti del Montenegro | 139 574 | 64,25 |
| Miodrag Živković  | Alleanza Liberale del Montenegro                  | 68 169  | 31,38 |
| Dragan Hajduković | Indipendente                                      | 9 501   | 4,37  |
| Totale            | Totale                                            | 217 244 | 100   |